# 마크 브레시아노
마크 브레시아노(Mark Bresciano, 1980년 2월 11일 ~ )는 오스트레일리아의 전 축구 선수로, 포지션은 미드필더이다.

## 축구인 경력

### 선수 경력
1995년 오스트레일리아의 불린 라이온스에서 선수 생활을 시작하였다.
1999년 절친한 친구인 빈스 그렐라가 뛰고 있던 이탈리아 세리에 B의 엠폴리 FC로 이적하여 입단 후 3시즌만에 팀을 세리에 A로 올려놓았다.
2002년에는 파르마 FC로 7백만 유로의 이적료로 이적하였다. 이적 후 첫 시즌에 24경기에 출장하며 팀의 UEFA컵 진출에 기여하였다. 2006년 FIFA 월드컵 이후 US 팔레르모로 이적하여 주전으로 활약하였다. 2007년 AFC 아시안컵이 끝난 후엔 잉글랜드 프리미어리그의 맨체스터 시티 FC로의 이적이 유력하였으나 이적료 문제로 불발되었다.
2010년, 팔레르모와 계약이 만료된 후 사우디아라비아 프리미어리그의 알나스르로의 이적을 추진하였으나 최종적으로 결렬되었다.
대신 그는 같은 이탈리아 세리에 A 내의 SS 라치오로 이적하였다.
그리고 1년 만에 아랍에미리트의 알나스르로 이적하였다.

### 국가대표 경력
시드니에서 열린 2000년 하계 올림픽에 오스트레일리아 올림픽 축구 국가대표팀에 출전하였다.
다음 해인 2001년엔 FIFA 컨페더레이션스컵 엔트리에 포함되어 프랑스와의 경기에서 성인 국가대표팀 소속으로 데뷔하였다.
이후 2006년 FIFA 월드컵, 2007년 AFC 아시안컵에 참가하여 핵심 멤버로 활약하였다.